# رایفسکی
رایفسکی (به لاتین: Rayevsky) یک شهر در روسیه است که در باشقیرستان واقع شده‌است.